# Johann Zacharias Kneller

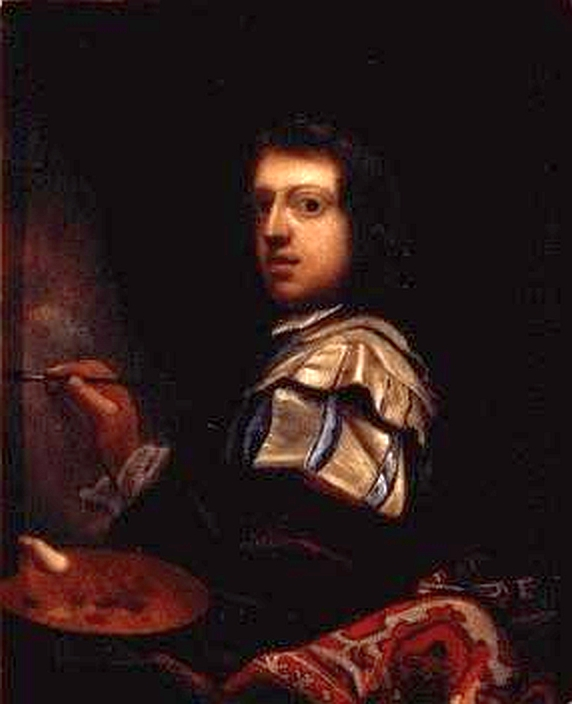
Zelfportret (1684)

Johann Zacharias Kneller (Lübeck, 6 oktober 1644 – Londen, begraven op 31 augustus 1702) was een Duits-Engels kunstschilder, miniaturist en aquarellist.
Hij werd geboren in Lübeck als zoon van de kunstschilder en de koster van de Sint-Catharinakerk, Zacharias Kniller, en Lucia Beuten. Hij was de oudere broer en leerling van de bekendere schilder Godfried Kneller en van de organist Andreas Kneller.
Zijn vroege carrière leidde hem door verschillende Europese kunstcentra. Tussen 1665 en 1672 was hij werkzaam in Amsterdam, waar hij samen met zijn broer Godfried schilderde. Vervolgens reisden de broers naar Rome, waar Johann zich van 1672 tot 1675 verder ontwikkelde in de schilderkunst. Na een kort verblijf in Neurenberg keerde hij terug naar Lübeck, waar hij in 1676, samen met zijn broer, een epitaaf voor hun overleden vader schilderde.
In 1676 vestigde Johann Zacharias zich in Londen, waar hij de rest van zijn leven zou werken. Hij specialiseerde zich in portretten, landschappen, stillevens en architectonische scènes. Ondanks zijn technische vaardigheid bleef hij in de schaduw van zijn beroemde broer Godfried.
Johann Zacharias overleed in augustus 1702 en werd begraven in St. Paul's Church in Covent Garden.
- Gemeinsame Normdatei: 136091946
- International Standard Name Identifier: 0000 0000 6686 5382
- Library of Congress Control Number: nr92033628
- RKD-Nederlands Instituut voor Kunstgeschiedenis: 45018
- Union List of Artist Names: 500029982
- Virtual International Authority File: 26930013
- WorldCat: E39PBJcrbCGBGfbVhdqJqCX8G3